# Hauserbauerbach (Zeiringbach)
Der Hauserbauerbach ist ein zwei Kilometer langer Gebirgsbach im Ort Zeiringgraben, der einen hinteren Bereich des gleichnamigen Tals durchfließt und in den Zeiringbach mündet.